# Atomhalmaz
A halmazelméletben atomnak (más néven atomi halmaznak vagy atomhalmaznak) nevezzük egy halmazrendszer vagy halmazcsalád részhalmazként való tartalmazásra nézve (⊆) minimális elemeit ("legszűkebb elemeit"). Egy halmaz bizonyos részhalmazai által alkotott halmazalgebrában az atomok hasonló szerepet töltenek be, mint a kettő- vagy tízhatványok az additív számelméletben (kettes számrendszer, tízes számrendszer) vagy a prímszámok, prímhatványok, prímelemek a (multiplikatív) számelméletben; avagy a prímhatványrendű ciklikus csoportok a véges Abel-csoportok elméletében: a struktúra tagjainak (additív) alap-építőköveit jelentik. A valószínűségszámítás felől nézve, az "atom" az "elemi esemény" (az Ω kimenetelhalmaz egyetlen kimenelt tartalmazó {ω} egyelemű halmazai) fogalmának általánosítása, mert  minden egyelemű halmaz, amely tagja az algebrának, biztosan atom is egyben, az atomok a "legegyszerűbb", "legkisebb" mérhető (azaz kiszámítható valószínűségű)  események.

## Definíció
Legyen Ω tetszőleges halmaz, és jelölje P(Ω) ennek részhalmazainak halmazát, azaz hatványhalmazát. Legyen továbbá A⊆P(Ω) az Ω részhalmazai egy halmaza, azaz egy Ω feletti halmazcsalád (megj.: halmazrendszerekre is könnyen megfogalmazható az atom def.-ja).
Ekkor az A∈A halmazt az A család v. rendszer egy atomjának nevezzük, ha  1). nem üres, 2). tetszőleges X∈A-ra érvényes, hogy X⊆A csak úgy lehetséges, ha X=∅ vagy ha X=A.
Az A halmazcsalád (-rendszer) atomjainak halmazát {\displaystyle {\mathfrak {a}}({\mathcal {A}})} fogja jelölni.

## Tételek atomokról

### Halmazrendszerekben
Tétel: Egy halmazrendszer  véges taghalmazainak rendszere mindig atomos, azaz: egy halmazrendszer véges, nem üres taghalmaza mindig tartalmaz atomot részhalmazként.
Valóban, legyen A az Ω feletti halmazrendszer, és V ennek tetszőleges véges, de nem üres taghalmaza. Mármost V vagy atom (kész vagyunk), vagy van nem üres A-beli V1∈ valódi részhalmaza. Ha V1 atom (kész vagyunk) vagy van V2 nem üres A-beli valódi részhalmaza. Hasonlóan definiálunk az indeterminisztikus (Vi) sorozat többi tagját: ha Vi már megvan, akkor ez vagy atom (kész vagyunk), vagy van Vi+1 A-beli valódi részhalmaza. Ezen részhalmazok sorozatára igaz V ⊃ V1 ⊃ V2 ⊃ V3 ⊃ … , tehát |V| ⊃ |V1| ⊃ |V2| ⊃ |V3| ⊃ … ; ahol a számosságok pozitív természetes számok, mert egyik tag sem üres és minden tag egy véges halmaz részhalmaza, tehát véges. Ez azt jelenti, hogy az ni := |Vi| számosságok egy n > n1 > n2 > … szigorúan monoton csökkenő és pozitív egész sorozatot alkotnak. Véges sok n-nél kisebb pozitív egész van, ezért a fenti számsorozat nem lehet végtelen, csak véges. Van egy utolsó tagja; tehát amegfelelő halmazsorozatnak is van, legyen ez Vr. Ekkor Vr⊂V, és Vr∈A. Továbbá Vr atomja lesz A-nak, hiszen ha nem, azaz lenne valódi nemüres A-beli részhalmaza, akkor a sorozat folytatódna. De nem, így Vr atom. ■ QED.

### Halmazalgebrákban

#### Diszjunktság
Tétel: Egy Ω halmaz feletti A halmazalgebra bármely két különböző A,B atomja diszjunkt: A∩B=∅.
Bizonyítás: ha nem így lenne, M metszetük nem üres lenne. De M=A∩B∈A kell legyen, viszont M⊆A,B a metszet tulajdonságai folytán. Viszont A,B atomok, tehát ha M∈A, akkor vagy M=∅ (ekkor kész vagyunk), vagy M=A és M=B, azaz A=B. Utóbbi lehetetlen a feltételek miatt (A≠B), tehát marad M=∅. ■ QED

#### Létezés
Tétel: Tetszőleges Ω halmaz feletti véges A halmazalgebrában minden ω∈Ω elemhez egyértelműen található az A egy atomja, amely ω-t tartalmazza, röviden, ilyen feltételek mellett a halmazalgebra lefedése a tartóhalmazának.
Bizonyítás: Az A olyan halmaza, amely az ω elemet tartalmazza, biztosan található, ilyen például maga Ω amely halmazalgebráknak mindig eleme (ld. l. o.). Tehát azon A-beli elemek BA(ω) := B halmaza, amelyek az ω elemet tartalmazzák, nem üres. Mivel A véges, ezért ennek részhalmaza, B is véges. Képezzük a ∩B metszetet. Ez biztosan 1). eleme A-nak, mivel véges sok A-beli halmaz metszete, és egy halmazalgebra zárt a véges metszetképzésre; 2). eleme B-nek is, mivel B minden tagja tartalmazza ω-t, így ez az elem a metszet definíciója szerint eleme a metszetüknek; 3). B-nek a tartalmazásra nézve legkisebb eleme, mert – a metszet halmazelméleti tulajdonságából következően – részhalmaza minden B-beli elemnek. Ebből következően viszont minimális elem is. Valóban, legyen B∈B, és tegyük fel, hogy B⊆∩B. Ekkor konstrukciójából adódóan ∩B⊆B is igaz. Vagyis B=∩B. Ez pedig azt jelenti, hogy B⊆∩B-ből következik, hogy B=∅ vagy B=∩B, hiszen a "vagy" szótól jobbra lévő alternatíva valóban teljesül.
∩B tehát az ω-t tartalmazó atom. Az, hogy egyértelműen létezik, szintén a halmazalgebrák metszetre való zártságából következik, hiszen tegyük fel, hogy B és C két, az ω-t tartalmazó atomja A-nak. Ekkor B-beliek, és metszetük, M=B∩C is A-beli, sőt tartalmazza a közös ω elemet, azaz B-beli is. De M⊆B,C és B,C atomok, emiatt vagy M=∅, vagy pedig M=B=C. De M nem lehet üres, hiszen tartalmaznia kell ω-t. Ezért B=M és C=M, azaz B=C, ami épp az egyértelmű létezést jelenti. ■ QED
A végességi feltételt elhagyva, a tétel nem lesz igaz. Végtelen halmazalgebra már csak a nemürességi feltétel miatt is természetesen ugyanúgy lefedése a tartóhalmaznak, mint egy véges, viszont az atomjai  a végesével ellentétben, már nem feltétlenül alkotnak lefedőrendszert a tartóhalmazra nézve. Igen könnyű például R mint tartóhalmaz felett ilyen, nem-lefedő halmazalgebrákat konstruálni, például olyanokat, amelyek egyáltalán nem is atomosak, tehát az atomjaik lefedőrendszert sem alkothatnak (pl. a (q,r) alakú intervallumok által generált algebra, ahol q,r∈Q és q<r) de már a megszámlálható N felett is sikerül. Tekintsük például a Lk := N\{k} halmazok (Lk)k∈N\{0} rendszere által generált halmazalgebrát! Ez atomos ugyan (könnyű belátni, hogy az atomok a {k} egyelemű halmazok lesznek, ahol k>0, hiszen komplementerei a generálóhalmazoknak vagy ilyen komplementerek véges metszetei, tehát az algebrában vannak, és egyeleműségük miatt nyilván atomiak), de mégis: nincs olyan atom, ami a 0-t tartalmazná. A 0 ugyan eleme a generálóhalmazok mindegyikének, és így a metszetüknek is, sőt az egyetlen eleme; de végtelen sok generálóhalmaz megszámlálható metszetére nézve egy halmazalgebra nem feltétlenül zárt; ahogy ez a konkrét sem – csak a véges metszetre.

#### A véges halmazalgebrák alaptétele
Tétel: Igazak a következő állítások:
1. Bármely véges halmazalgebra atomjainak családja egy osztályfelbontása a tartóhalmazának;
2. Bármely véges halmazalgebra tetszőleges R∈A taghalmaza előáll, mégpedig a sorrendtől eltekintve egyértelműen, az algebrán belüli atomok atomok véges (sok tagú) szimmetrikus differenciájaként (azaz diszjunkt uniójaként).

Az első tétel bizonyítása egyszerű: mivel véges halmazalgebra atomjai családja nem üres, és tagjai diszjunktak, ezért páronként diszjunkt nemüres lefedésről azaz osztályfelbontásról van szó.
A második tétel következik az elsőből. Ha Ω = A1+…+Ak, képezve ennek metszetét R-rel, R = Ω∩R = (A1∩R)+…+(Ak∩R), felhasználtuk a metszet unióra vonatkozó disztributivitását (a + diszjunkt uniót jelöl, de lévén a tagok páronként diszjunktak; végül is ez is csak unió). Márpedig minden i-re Bi Ai∩R⊆A1, de mivel A1 atom, Bi vagy Ai-val egyenlő, vagy üres. Utóbbi, üres tagokat elhagyva, adódik az állítás előállíthatóságra vonatkozó része. Az egyértelműség igazolása kicsit technikásabb, de szintén elemi.

### Szigma-algebrákban

#### Létezés
Tétel: Tetszőleges Ω halmaz feletti legfeljebb megszámlálhatóan végtelen számosságú A σ-algebrában minden ω∈Ω elemhez egyértelműen található az A egy atomja, amely ω-t tartalmazza.
Bizonyítás: Hasonló a halmazalgebrákra vonatkozó tételéhez. Az A olyan halmaza, amely az ω elemet tartalmazza, biztosan található, ilyen például maga Ω amely szigma-algebráknak mindig eleme (ld. l. o.). Tehát azon A-beli elemek BA(ω) := B halmaza, amelyek az ω elemet tartalmazzák, nem üres. Mivel A a feltételek szerint megszámlálható, ezért ennek részhalmaza, B is az. Képezzük a ∩B metszetet. Ez biztosan 1). eleme A-nak, mivel megszámlálható sok A-beli halmaz metszete, és egy szigma-algebra zárt a megszámlálható metszetképzésre; 2). eleme B-nek is, mivel B minden tagja tartalmazza ω-t, így ez az elem a metszet definíciója szerint eleme a metszetüknek; 3). B-nek a tartalmazásra nézve legkisebb eleme, mert – a metszet halmazelméleti tulajdonságából következően – részhalmaza minden B-beli elemnek. Ebből következően viszont minimális elem is. Valóban, legyen B∈B, és tegyük fel, hogy B⊆∩B. Ekkor konstrukciójából adódóan ∩B⊆B is igaz. Vagyis B=∩B. Ez pedig azt jelenti, hogy B⊆∩B-ből következik, hogy B=∅ vagy B=∩B, hiszen a "vagy" szótól jobbra lévő alternatív valóban teljesül.
∩B tehát az ω-t tartalmazó atom. Az, hogy egyértelműen létezik, a halmazalgebrák (véges) metszetre való zártságából következik, hiszen tegyük fel, hogy B és C két, az ω-t tartalmazó atomja A-nak. Ekkor B-beliek, és metszetük, M=B∩C is A-beli, sőt tartalmazza a közös ω elemet, azaz B-beli is. De M⊆B,C és B,C atomok, emiatt vagy M=∅, vagy pedig M=B=C. De M nem lehet üres, hiszen tartalmaznia kell ω-t. Ezért B=M és C=M, azaz B=C, ami épp az egyértelmű létezést jelenti. ■ QED

## Példák
1. A tetszőleges nemüres Ω halmaz feletti {∅, Ω} minimális  szigma-algebrában egyetlen  atom van: Ω.
2. A tetszőleges nemüres Ω halmaz feletti teljes P(Ω) halmazalgebrában az atomok épp az elemi események, azaz az egyelemű {ω} halmazok.
3. Az Ω := {1,2,3,4,5,6} feletti egy halmazalgebra a {∅, {1,3,5}, {2,4,6}, Ω} halmaz. Atomjai {1,3,5} és {2,4,6}.
4. Az Ω := {1,2,3,4} halmaz feletti {{1,2,3}}, {{3,4}} halmazrendszer által generált halmazalgebrának biztosan atomja a {3}, ez tagja az algebrának (két generálóhalmaz metszete), és lévén egyelemű, csakis atom lehet. Metszve a két generálóhalmazzal, adódik, hogy {1,2} és {4} is taghalmazok. Ezek egyben atomok is lesznek. Az atomok halmaza tehát {{1,2}},{3},{{4}}. Ennélfogva a generált halmazalgebrának 8 eleme lesz (bármely elem előáll az atomok diszjunkt uniójaként, ami a kombinatorikai ismétlés nélküli kombinációknak felel meg; ezek száma a Pascal-háromszög harmadik (nulladikat is számolva) sora elemeinek összege, vagyis 2³=8.)